# Feldhockey-Europameisterschaft der Herren 2007
Die 11. Feldhockey-Europameisterschaft der Herren 2007 wurde vom 18. bis 26. August in Manchester ausgetragen, wo nach 2003 in Barcelona die Europameisterschaften der Damen und Herren zum zweiten Mal gemeinsam ausgetragen wurden.
Es traten acht Nationalmannschaften zunächst in zwei Gruppen und danach in Platzierungsspielen gegeneinander an. Neben den Niederlanden und Spanien konnte sich auch Belgien als Drittplatzierter ein Ticket für die Olympischen Sommerspiele 2008 in Peking sichern. Deutschland – im Spiel um Platz 3 von Belgien geschlagen – blieb nur noch der Weg über ein Qualifikationsturnier offen.
Als Titelverteidiger trat das Team von Spanien an, das bei der 10. Europameisterschaft 2005 in Leipzig im Endspiel 4:2 gegen die Niederlande gewann. 2007 konnten sich die Niederlande revanchieren; sie besiegten dieses Mal im Endspiel Spanien mit 3:2.

## Austragungsort
Das Belle Vue Regional Hockey Center mit seinen beiden Kunstrasen-Hockeyfeldern war bereits 2002 Austragungsort der Hockeywettbewerbe bei den Commonwealth Games. Bei der Europameisterschaft 2007 standen 4000 Sitzplätze zur Verfügung. Die Anlage befindet sich rund fünf Kilometer südwestlich des Stadtzentrums von Manchester und liegt direkt neben dem Belle Vue Stadium, einer seit 1927 betriebenen Bahn für Hunderennen.

## Qualifikation
Es waren die ersten sechs Nationen der letzten Europameisterschaft 2005 in Leipzig (Spanien, Niederlande, Deutschland, Belgien, Frankreich und England), sowie die beiden bestplatzierten Länder der EuroHockey Nations Trophy 2005 in Rom teilnahmeberechtigt (Irland und Tschechien).
| Meisterschaft                                                                                           | Trophy                                                                                                   | Challenge I                                                                                 | Challenge II                                        |
| --- | --- | ------------------------------------------------------------------------------------------- | --------------------------------------------------- |
| 1. Spanien 2. Niederlande 3. Deutschland 4. Belgien 5. Frankreich 6. England 7. Polen ↓ 8. Schottland ↓ | 1. Irland ↑ 2. Tschechien ↑ 3. Wales 4. Österreich 5. Italien 6. Schweiz 7. Weißrussland ↓ 8. Russland ↓ | 1. Ukraine ↑ 2. Portugal ↑ 3. Gibraltar 4. Kroatien 5. Griechenland 6. Schweden 7. Ungarn ↓ | 1. Dänemark ↑ 2. Aserbaidschan ↑ 3. Malta 4. Zypern |

## Teilnehmer

Karte mit den Teilnehmerstaaten

Deutschland, die Niederlande, Spanien, England und Frankreich konnten sich bisher für jede Europameisterschaft qualifizieren. Belgien fehlte 1978 und Irland 2005. Tschechien spielt seine erste Europameisterschaft seit 1978 und zum vierten Mal erst überhaupt.
Die Gruppen wurden nach der Weltrangliste des Welthockeyverbandes FIH eingeteilt.
| Gruppe A        | Gruppe B        |
| --------------- | --------------- |
| Deutschland (1) | Spanien (3)     |
| England (9)     | Niederlande (4) |
| Belgien (13)    | Frankreich (14) |
| Tschechien (23) | Irland (19)     |

In Klammern sind die Platzierungen in der Weltrangliste der FIH (Sahara Men's World Rankings) zur Zeit der Gruppeneinteilung angegeben.

## Kader der teilnehmenden Nationen
Deutsche Nationalmannschaft: Christian Schulte (TW), Ulrich Bubolz (TW), Sebastian Biederlack, Carlos Nevado, Moritz Fürste, Jan-Marco Montag, Justus Scharowsky, Tibor Weißenborn, Niklas Meinert, Timo Wess (Kapitän), Christopher Zeller, Matthias Witthaus, Philipp Zeller, Sebastian Draguhn, Tobias Hauke, Max Müller, Benjamin Wess, Philip Witte
 Niederländische Nationalmannschaft: Guus Vogels (GK), Wouter Jolie, Geert-Jan Derikx, Erik Bouwens, Rob Derikx, Thomas Boerma, Ronald Brouwer, Roderick Weusthof, Taeke Taekema, Jeroen Delmee, Marcel Koeton (GK), Teun de Nooijer, Eby Kessing, Floris Evers, Rob Reckers, Matthijs Brouwer, Timme Hoyng, Robert van der Horst
 Englische Nationalmannschaft: Nick Brothers (GK), Glenn Kirkham, Richard Alexander, Richard Mantell, Ashley Jackson, Simon Mantell, Martin Jones, Matt Daly, Brett Garrard, Jonty Clarke, Rob Moore, Scott Cordon, Alistair Wilson, Barry Middleton, James Tindall, Jon Bleby, Ben Marsden, James Fair (GK)
 Spanische Nationalmannschaft: Bernardino Herrera, Ramón Alegre, David Alegre, Pol Amat, José Francisco Borrell, Francisco Cortés, Alex Fábregas, Juan Fernández, Juan Láinz, Xavi Ribas, Víctor Sojo, Eduard Arbós, Sergi Enrique, Francisco Fábregas, Rodrigo Garza, Roc Oliva, Albert Sala, Eduard Tubau
 Irische Nationalmannschaft: Marc Ruddle, Patrick Brown, Karl Burns, Ronan Gormley, Stephen Butler, Mark Gleghorne, Mark Irwin, John Jermyn, Eugene Magee, Graham Shaw, David Hobbs, Andy Barbour, Mark Black, Timothy Cockram, Phelie Maguire, Iain Lewers, David Harte, Geoff McCabe
 Französische Nationalmannschaft: Arnaud Becuwe, Gérôme Branquart, Matthieu Durchon, Martin Genestet, Antoine Gouedard, Thomas Gourdin, Arnoud Jansen, Joost Jansen, Sébastien Jean-Jean, Christoph Musgens, Nicolas Musgens, Yannick Schambert, François Scheefer, Frédéric Soyez, Julien Thamin, Charles Verrier, Frédéric Verrier, Maxime Wilson
 Belgische Nationalmannschaft: Thomas Briels, Cédric Degreve (GK), Amaury de Cock, Jérôme de Keyser, Chou Chou de Saedeleer, John John Dohmen, Philippe Goldberg, Gregory Gucasoff, Patrice Houssein, Max Luyckx, Gilles Petre, Jérôme Truyens, van den Balck (Cap), Benjamin van Hove, David van Rysselbergh (GK), Charles Vandeweghe, Loic Vandeweghe, Xavier Reckinger
 Tschechische Nationalmannschaft: Filip Neusser, Tomáš Hanus, Filip Jaroš, Vojtěch Sládek, Pavel Bárta, Tomáš Procházka, Ondřej Turek, Štěpán Bernátek, Ondřej Vudmaska, Martin Babický, Jakub Kyndl, Daniel Piterák, Roman Mařík, Richard Kotrč, Ladislav Čech, Aleš Peřinka, Martin Hanus, Martin Toms

## Spielplan

### Gruppenphase

#### Gruppe A
| Datum                 | Team 1      | Team 2      | Ergebnis    |
| --------------------- | ----------- | ----------- | ----------- |
| 19. August 2007 10:30 | Deutschland | Tschechien  | 5 : 0 (2:0) |
| 19. August 2007 12:00 | England     | Belgien     | 2 : 2 (1:1) |
| 20. August 2007 17:00 | Deutschland | Belgien     | 2 : 2 (2:1) |
| 20. August 2007 19:00 | England     | Tschechien  | 7 : 0 (3:0) |
| 22. August 2007 15:00 | Tschechien  | Belgien     | 0 : 6 (0:3) |
| 22. August 2007 19:00 | England     | Deutschland | 0 : 3 (0:2) |

Tabelle
| Rang | Land        | Spiele | Tore | Differenz | Punkte |
| ---- | ----------- | ------ | ---- | --------- | ------ |
| 1    | Deutschland | 3      | 10:2 | +8        | 7      |
| 2    | Belgien     | 3      | 10:4 | +6        | 5      |
| 3    | England     | 3      | 9:5  | +4        | 4      |
| 4    | Tschechien  | 3      | 0:18 | −18       | 0      |

#### Gruppe B
| Datum                 | Team 1      | Team 2      | Ergebnis    |
| --------------------- | ----------- | ----------- | ----------- |
| 19. August 2007 14:00 | Spanien     | Irland      | 1 : 1 (0:1) |
| 19. August 2007 16:00 | Niederlande | Frankreich  | 8 : 3 (4:1) |
| 21. August 2007 9:00  | Spanien     | Frankreich  | 6 : 0 (4:0) |
| 21. August 2007 11:00 | Niederlande | Irland      | 1 : 0 (1:0) |
| 22. August 2007 13:00 | Frankreich  | Irland      | 1 : 0 (0:0) |
| 22. August 2007 17:00 | Spanien     | Niederlande | 2 : 4 (1:3) |

Tabelle
| Rang | Land        | Spiele | Tore | Differenz | Punkte |
| ---- | ----------- | ------ | ---- | --------- | ------ |
| 1    | Niederlande | 3      | 13:5 | +8        | 9      |
| 2    | Spanien     | 3      | 9:5  | +4        | 4      |
| 3    | Frankreich  | 3      | 4:14 | −10       | 3      |
| 4    | Irland      | 3      | 1:3  | −2        | 1      |

### Platzierungsspiele

#### Abstiegsspiele
| Datum                 | Team 1     | Team 2     | Ergebnis     |
| --------------------- | ---------- | ---------- | ------------ |
| 24. August 2007 12:00 | England    | Irland     | 1 : 1 (1:1)  |
| 24. August 2007 14:00 | Frankreich | Tschechien | 3 : 0 (1:0)  |
| 26. August 2007 9:00  | Tschechien | Irland     | 0 : 10 (0:4) |
| 26. August 2007 11:00 | England    | Frankreich | 7 : 0 (3:0)  |

Tabelle
| Rang | Land       | Spiele | Tore | Differenz | Punkte |
| ---- | ---------- | ------ | ---- | --------- | ------ |
| 5    | England    | 3      | 15:1 | +14       | 7      |
| 6    | Frankreich | 3      | 4:7  | −3        | 6      |
| 7    | Irland     | 3      | 11:2 | +9        | 4      |
| 8    | Tschechien | 3      | 0:20 | −20       | 0      |

### Finalspiele

#### Halbfinale
| Datum                 | Team 1      | Team 2  | Ergebnis              |
| --------------------- | ----------- | ------- | --------------------- |
| 24. August 2007 16:00 | Niederlande | Belgien | 7 : 2 (3:1)           |
| 24. August 2007 18:30 | Deutschland | Spanien | 5 : 7 n.9m (3:3, 2:1) |

##### Spiel um Platz 3
| Datum                 | Team 1      | Team 2  | Ergebnis    |
| --------------------- | ----------- | ------- | ----------- |
| 26. August 2007 13:00 | Deutschland | Belgien | 3 : 4 (1:0) |

#### Finale
| Datum                 | Team 1  | Team 2      | Ergebnis    |
| --------------------- | ------- | ----------- | ----------- |
| 26. August 2007 12:20 | Spanien | Niederlande | 2 : 3 (0:2) |

|  | Halbfinale              | Halbfinale              |                         |   | Finale                  | Finale                  |
|  |                         |                         |                         |   |                         |                         |
|  | Niederlande             | 7 (2)                   |                         |   |                         |                         |
|  | Belgien                 | 2 (1)                   |                         |   |                         |                         |
|  | 24. August 2007 – 16:00 |                         |                         |   |                         |                         |
|  |                         |                         | 26. August 2007 – 15:30 |   |                         |                         |
|  | Niederlande             | 3                       |                         |   |                         |                         |
|  |                         | Spanien                 | 2                       |   |                         |                         |
|  |                         |                         |                         |   |                         |                         |
|  | Spiel um Platz drei     |                         |                         |   |                         |                         |
|  | 24. August 2007 – 18:30 | 24. August 2007 – 18:30 | Deutschland             | 3 |                         |                         |
|  | Deutschland             | 5 (3 2)                 | Belgien                 | 4 |                         |                         |
|  | Spanien                 | 7 (3 1)                 |                         |   | 26. August 2007 – 13:00 | 26. August 2007 – 13:00 |

## Torjäger
| Tore | Land/Name                                                             |
| ---- | --------------------------------------------------------------------- |
| 16   | Taeke Taekema                                                         |
| 5    | Xavier Ribas                                                          |
| 4    | John-John Dohmen                                                      |
| 3    | Juan Carlos Nevado, Matthias Witthaus                                 |
| 3    | Richard Mantell, Barry Middleton                                      |
| 2    | Benjamin Wess, Christopher Zeller                                     |
| 2    | Gregory Gucassoff, Lois Vanderweghe                                   |
| 2    | Matt Daly                                                             |
| 2    | Matthijs Brouwer                                                      |
| 2    | Pol Amat                                                              |
| 1    | Jan-Marco Montag                                                      |
| 1    | Maxime Luyckx, Charles Vanderweghe                                    |
| 1    | James Tindall, Eduard Tubau, Martin Jones                             |
| 1    | Martin Genestet, Sebastien Jean-Jean, Frederic Soyez, Charles Verrier |
| 1    | Mark Gleghorne, John Jermyn                                           |
| 1    | Erik Bouwens, Teun de Nooijer, Roderick Weusthof                      |
| 1    | Victor Sojo                                                           |

## Abschlussplatzierungen
| Pl. | Team        |
| --- | ----------- |
|     | Niederlande |
|     | Spanien     |
|     | Belgien     |
| 4   | Deutschland |
| 5   | England     |
| 6   | Frankreich  |
| 7   | Irland      |
| 8   | Tschechien  |